# Зульфикар (ракета)
«Зульфикар» (перс. ذوالفقار‎, латинизация Zolfaghar) — иранская дорожно-мобильная одноступенчатая твердотопливная БРМД (баллистическая ракета малой дальности), которая способна поражать цели на расстоянии 300—700 км. Названа в честь меча Али ибн Абу Талиба «Зульфикара». Считается, что она происходит от семейства ОТРК Fateh-110 (возможно Fateh-313) . Иранская ОАИ (Организация аэрокосмической промышленности) представила её в 2016 году, а в 2017 ракета поступила на вооружение как вариация Fateh-110 с большей дальностью поражения. Она была впервые применена во время ракетного удара по Дайр-эз-Зауру в 2017 году и, таким образом, являлась одной из немногих разработанных ракет средней дальности за 30 лет.
Некоторые модели оснащены электрооптическими системами наведения, позволяющими операторам управлять ракетами во время окончательного приближения к целям.

## История
Впервые ракета была представлена во время военного парада на борту автомобиля, украшенного антисионистским флагом 25 сентября 2016, после чего министр обороны Ирана Хусейн Дегкан заявил, что дальность полета ракеты составляет 700 км . Позже Министерство обороны Ирана обнародовало видео ее испытаний. 17 июня 2017 года Иран запустил шесть ракет «Зульфикар» на территории Сирии в направлении района Дайр-эз-Заур по объектам ИГИЛ в ответ на теракт в Тегеране 8 июня 2017 года.
В феврале 2019 года Иран представил новую более дальнобойную версию ракеты «Zolfaghar» под названием «Dezful» с радиусом действия 1000 км, это БРСД .
7 марта 2021 года йеменские повстанцы хуситы атаковали разные места в Саудовской Аравии баллистическими ракетами и вооруженными беспилотниками с баллистической ракетой Zolfaghar вместе с несколькими боеголовками Samad-3, нацеленными на нефтяные объекты Aramco в Рас-Таннуре .

## Российско-украинская война
3 октября 2023 The Washington Post сообщил, что Иран готовится передать России первую партию ракет Fateh-110 и Zolfaghar вместе с новыми партиями беспилотников Mohajer-6 и Shahed-136 для войны с Украиной.